# Gråhalsat jordfly
Gråhalsat jordfly, Xestia triangulum är en fjärilsart som först beskrevs av Johann Siegfried Hufnagel, 1766.   Gråhalsat jordfly ingår i släktet Xestia, och familjen nattflyn, Noctuidae. Arten har livskraftiga, LC, populationer i både Sverige och Finland. Inga underarter finns listade i Catalogue of Life.

## Kännetecken
Framvingens grundfärg är brunaktig med svarta områden runt oval och njurfläck samt svarta fläckar i rotfältet. Nära spetsen av framvingen finns också en svart fläck. Bakvingen är enfärgat mörkbrun. Artens vingspann sträcker sig från 36 till 46 millimeter. Larven är 30 till 50 millimeter lång och mörkbrun till färgen, med en grå eller mörk mittlinje längs ryggen. Längs ovansidans kanter löper en streckad svart linje på varje sida.

## Utbredning
Arten är vanlig i stora delar av Europa men saknas i norra Skandinavien, Portugal och på många av öarna i Medelhavet. Arten förekommer även öster ut genom Asien på motsvarande breddgrader. Det finns fynd av arten åtminstone så långt öster ut som vid Bajkalsjön.
I Sverige förekommer arten i nästan hela landet från Skåne och upp längs Norrlandskusten till Norrbotten, men saknas i inlandet i norr. I Finland förekommer arten i södra halvan av landet och är som vanligast längs sydkusten.

## Levnadssätt
Gråhalsat jordfly flyger i en generation främst i juni och juli, längre söderut i utbredningsområdet maj till augusti. Larven är polyfag och förekommer på många olika träd, buskar och örter. Larven övervintrar på värdväxten och kryper efter övervintringen så småningom ner i jorden och förpuppar sig. Fjärilen är nattaktiv och besöker då ofta blommor. Den går också att locka fram med ljus eller bete (sockrat vin, jäst frukt etc).

### Skadedjur
Artens breda födoval och förbless för flera odlade växter gör att den i vissa sammanhang anses som en stor skadegörare. Detta både inom trädgårdsodling och inom jordbruket. Larven ingår också bland de arter som ingår inom begrepp broddmask, där andra arter av nattflyn och även en del andra fjärilsarter ingår. Begreppet används främst inom jordbruket där broddmask kan ödelägga odlingar medan plantorna fortfarande är späda. Främst under natten äts av växters blad och stjälkar vissa arter angriper även växternas rötter.